# Klasicizam
Klasicizam je naziv za razdoblje, stil ili smjer u europskim umjetnostima.
Prethodi mu pretklasicizam, razdoblje u kojem prednjače Francois Couperin i Domenico Scarlatti.
Jedan od utemeljitelja Mannheimske škole je Jan Vaclav Stamitz.

## Klasicizam u likovnim umjetnostima
Označuje dva razdoblja u europskoj likovnoj umjetnosti. 
1. Starije razdoblje 16. – 17. st. ili Palladijev klasicizam. Stil koji je talijanski graditelj Andrea Palladio (1508. – 1580.) inaugurirao u sjevernoj Italiji. U gradnji objekata oslanja se pretežito na rimske antičke uzore, a u arhitekturi oblikovanje uvodi jasnoću i jednostavnost, princip ravnih linija te plastičnu dekoraciju svodi na minimum. Koncepciji daje izraz mirne i dostojanstvene monumentalnosti. Snažno je utjecao na europske graditelje (J. van Campen u Nizozemskoj, C. Perrault u Francuskoj)
2. Mlađe razdoblje klasicizma (često se naziva neoklasicizam) traje od 1760. do 1830. Pojavio se kao reakcija na raskošnost baroka i pretjeranost rokokoa te posljedica arheoloških otkrića antičkih spomenika (npr. Pompeja). Glavni nositelji ideje klasicizma bili su arheolozi i povjesničari umjetnosti J. J. Winckelmann i Ph. Caylus, pa se umjetnost klasicizma ne vezuje izravno na umjetnost klasične Grčke i Rima, nego preko estetičkih zasada. Glavno je načelo traženje antičkih ideala ljepote.

## Klasicizam u glazbi
Klasicizam je oznaka za stilski pravac u europskoj glazbi u drugoj polovici 18. i prvoj četvrtini 19. stoljeća. Ima normativno i povijesno značenje. Kao pojam za glazbu uveden je početkom 19. stoljeća 
Dijeli se na: 
1. rano (pretklasično) razdoblje (do 1770.)
2. razdoblje visokog ili, prema najvažnijem središtu, bečkog klasicizma, osobito vezanog uz stvaralaštvo Josepha Haydna, Wolfganga A. Mozarta i Ludwiga van Beethovena, vremenski između 1770. i 1830.

Temeljne značajke klasicizma: 
1. u skladbi dominira nekom glasu povjerena člankovito građena melodija podesna za motivičku obradu;
2. temeljno oblikovano načelo je tematsko-motivički rad;
3. motiv i tema podvrgnuti su ritamskim, harmonijskim, dinamičkim i agogičkim promjenama, uz zadržavanje svojega osobnoga prepoznatljivog oblika.

## Klasicizam u književnosti
Karakterizira ga nasljedovanje antičkih književnih uzora, formi, stila i sadržaja, kao i slijeđenje strogih pravila književnog oblikovanja, uzvišenost stila, važnost jasnoće, mjere, harmonije i kompozicije, njegovanje poučnosti i visokih etičkih vrijednosti, kao i prevladavanje racionalnog principa nad strastima, osjećajima i neobuzdanom maštom te formalnim i sadržajnim prekomjernostima. Osobito se snažno razvio u francuskoj književnosti.
Književnost je po tome hijerarhijski uređen sustav književnih vrsta, koje se razlikuju po stilu, tematici, načinu izražavanja i drugom, pri čemu su ep i tragedija najcjenjenije književne vrste kojima pripada visoki stil, dok se komedija koristi niskim stilom. 
Središnje ličnosti francuskog klasicizma su pisci uzornih tragedija Pierre Corneille i Jean Racine te komediograf Jean Baptiste Poquelin Moliere, koji se udaljuje od strogih klasicističkih normi, ali njeguje racionalnost, kompozicijska načela i didaktičnost. 
Prema nekim obilježjima svojih djela, predstavnicima klasicizma u njemačkoj književnosti mogu se smatrati J. W. Goethe i F. Schiller, u talijanskoj književnosti V. Monti i V. Alfieri, u engleskoj književnosti J. Dryden i A. Pope, a u ruskoj književnosti A. D. Kantemir, M. V. Lomonosov i Gavrila Deržavin.